# El libro (Lovecraft)
El libro (en inglés y originariamente The book) es un relato corto escrito por H. P. Lovecraft en 1933. Fue publicado por primera vez en octubre de 1938 en la revista Leaves y posteriormente en Marginalia (Arkham House), en 1944, así como en otras ediciones más modernas en varios idiomas.

## Características
Lovecraft escribió este texto, que no llega a ocupar 4 páginas en sus ediciones castellanas, en un momento en que estaba cansado de su obra y de su carrera como escritor, tratando de cambiar su estilo y refundir su obra. De este modo El libro recuerda (y nada a partir de ello) a los tres primeros sonetos de la obra poética del propio autor Hongos de Yuggoth. El primero se titula The book, al igual que el relato, y los siguientes Pursuit y The key. El relato comienza narrando en prosa de manera bastante fidedigna el primer soneto:

Versiones original inglesa
The place was dark and dusty and half-lost

in tangles of old alleys near the quays,

reeking of strange things brought in from the seas,

and with queer curls of fog that west winds tossed.

Small lozenge panes, obscured by smoke and frost,

just showed the books, in piles like twisted trees,

rotting from floor to roof congeries

of crumbling elder lore at little cost.

I entered, charmed, and from a cobwebbed heap

took up the nearest tome and thumbed it through,

trembling at curious words that seemed to keep

some secret, monstrous if one only knew.

Then, looking for some seller old in craft,

I could find nothing but a voice that laughed.
Traducción al castellano
El lugar era oscuro y polvoriento, un rincón perdido

en un laberinto de viejas callejuelas junto a los muelles,

que olían a cosas extrañas traídas de ultramar,

entre curiosos jirones de niebla que el viento del Oeste dispersaba.

Unos cristales romboidales, velados por el humo y la escarcha,

dejaban apenas ver los montones de libros, como árboles retorcidos

pudriéndose del suelo al techo... Ventisqueros

de un saber antiguo que se desmoronaba a precio de saldo.

Entré, hechizado, y de un montón cubierto de telarañas

cogí el volumen más a mano y lo hojeé al azar,

temblando al leer raras palabras que parecían guardar

algún secreto, monstruoso para quien lo descubriera.

Después, buscando algún viejo vendedor taimado,

sólo encontré el eco de una risa.

Como en el resto de su obra, se encuentran influencias de Poe tanto en el poema como en el relato. Así mismo la atmósfera es de misterio y está presente desde el principio lo extraño y lo tenebroso, y sobre todo el saber prohibido que domina toda la obra de Lovecraft.

## Argumento
Lovecraft habla desde un personaje que ha vivido una experiencia y lo cuenta por ello en voz pasada, lo cual es característico en su obra. Este sujeto no sabe de qué manera (física) habla, y ni siquiera está seguro de su identidad. Encontró un libro en un lugar tenuemente iluminado cerca de aquel sucísimo río oleaginoso donde las brumas se arremolinaban siempre, un lugar muy antiguo lleno de libros con ventanas sucias. Ojeándolo encontró una fórmula mágica que era a la vez llave y guía a lugares místicos; cuando esto sucedió el viejo dependiente rio. A continuación se describen los alrededores como una abandonada zona portuaria, tal y como en el poema, y como el personaje lee el libro. De este modo invoca a una sombra y el protagonista es capaz de atravesar el tiempo y las dimensiones, y describe su confusión y los rituales que siguió en estado de trance, así como las cosas que vio.
Tras esto regresa nuevamente a la habitación del desván donde leía el libro. El relato termina con la admonición del personaje hacia sí mismo de ser más prudente con los conjuros, para no verse separado de la Tierra y del tiempo que le es presente.